# Chucky Atkins
Kenneth Lavon „Chucky“ Atkins (* 14. August 1974 in Orlando) ist ein ehemaliger US-amerikanischer Basketballspieler.

## Karriere
Atkins wechselte 1996 nach seiner College-Karriere an der University of South Florida zu den LaCrosse Bobcats, die in der CBA spielten. Ein Jahr später wechselte der Point Guard zum europäischen Verein Cibona Zagreb.
1999 kam Atkins ungedrafted in die NBA und spielte anfänglich bei den Orlando Magic. Nach Abschluss seiner ersten Saison wurde er in das NBA All-Rookie Second Team berufen. 2000 ging er zu den Detroit Pistons. Während der Saison 2003/04 wurde Atkins für Mike James zu den Boston Celtics getradet. Im gleichen Jahr wurde Atkins in einem Multi-Trade zu den Los Angeles Lakers geschickt. 2005 wurde er mit Caron Butler zu den Washington Wizards getradet. 2006 unterschrieb er als Free Agent bei den Memphis Grizzlies, wo er den verletzten Damon Stoudamire ersetzte. Ein Jahr später wurde Atkins erneut Free Agent und unterzeichnete einen Vertrag bei seinem heutigen Verein Denver Nuggets.